# Dibamus novaeguineae
Espèce
Synonymes
- Typhlina ludekingi Bleeker, 1860
- Thyphloscincus martensii Peters, 1864

Statut de conservation UICN

 LC  : Préoccupation mineure
Dibamus novaeguineae est une espèce de sauriens de la famille des Dibamidae.

## Répartition
Cette espèce se rencontre en Nouvelle-Guinée occidentale, aux Moluques et à Sulawesi en Indonésie et dans le sud des Philippines.

## Étymologie
Cette espèce est nommée en référence au lieu de sa découverte, la Nouvelle-Guinée.

## Publication originale
- Duméril & Bibron, 1839 : Erpétologie Générale ou Histoire Naturelle Complète des Reptiles. vol. 5, Roret/Fain et Thunot, Paris, p. 1-871 (texte intégral).